# Tropidonophis
Tropidonophis — рід змій родини полозових (Colubridae). Представники цього роду мешкають в Індонезії, Папуа Новій Гвінеї, Австралії і на Філіппінах.

## Опис
Tropidonophis — невеликі змії довжиною до 1,2 метрів. Вони живуть на болотах, на берегах озер і ставків, багато часу проводять у воді. Живляться земноводними, рибою, можливо, іншими плазунами. Самиці відкладають яйця.

## Види
Рід Tropidonophis нараховує 20 видів:
- Tropidonophis aenigmaticus Malnate & Garth Underwood, 1988
- Tropidonophis dahlii (F. Werner, 1899)
- Tropidonophis dendrophiops (Günther, 1883)
- Tropidonophis dolasii Edward Frederick Kraus & Allen Allison, 2004
- Tropidonophis doriae (Boulenger, 1897)
- Tropidonophis elongatus (Jan, 1865)
- Tropidonophis halmahericus (Boettger, 1895)
- Tropidonophis hypomelas (Günther, 1877)
- Tropidonophis mairii (Gray, 1841)
- Tropidonophis mcdowelli Malnate & Underwood, 1988
- Tropidonophis montanus (Lidth de Jeude, 1911)
- Tropidonophis multiscutellatus (Brongersma, 1948)
- Tropidonophis negrosensis (Taylor, 1917)
- Tropidonophis novaeguineae (Lidth De Jeude, 1911)
- Tropidonophis parkeri Malnate & Underwood, 1988
- Tropidonophis picturatus (Schlegel, 1837)
- Tropidonophis punctiventris (Boettger, 1895)
- Tropidonophis spilogaster (Boie, 1827)
- Tropidonophis statisticus Malnate & Underwood, 1988
- Tropidonophis truncatus (W. Peters, 1863)

## Етимологія
Наукова назва роду Tropidonophis походить від сполучення слів дав.-гр. τροπις — тропіки і οφις — змія.